# Gassenhauer (Film)
Gassenhauer ist ein Filmdrama und Musikfilm des Schauspielers und Regisseurs Lupu Pick aus dem Jahr 1931. In den Hauptrollen verkörpern Ernst Busch als Peter und Albert Hörrmann als Paul, die Mitglieder einer fünfköpfigen Gesangsgruppe, die des Mordes verdächtigt werden.

## Handlung
Berlin zu Beginn des 20. Jahrhunderts. Die Mitglieder einer fünfköpfigen Gesangsgruppe hausen in ärmlichen Verhältnissen zur Miete in einem verwahrlosten Hinterhaus. Als der Verwalter der Immobilie ermordet wird, geraten Peter und Paul, beide Mitglieder eben jener Gesangsgruppe, unter Mordverdacht. Als sie von einem Auftritt zurückkommen, wartet bereits die Polizei auf sie, um beide festzunehmen und polizeilichen Befragungen zuzuführen. Da Paul für die ermittelnden Behörden am ehesten als Täter wahrscheinlich ist, wird er direkt verhaftet. Sein Freund Peter weiß aber um die Unschuld von Paul und kann die Verhaftung nicht zulassen, auch weil er weiß, wie sehr Marie, eine gemeinsame Bekannte, Paul in ihr Herz geschlossen hat.
Von Pauls Unschuld überzeugt und in dem Glauben, dass sich alles zum Guten wenden und aufklären wird, stellt Peter eine polizeiliche Anzeige gegen sich selbst und behauptet, den Hausverwalter umgebracht zu haben. Somit ist sein Freund Paul erst einmal aus dem Visier der Polizei geraten und Peter wandert an seiner Stelle ins Gefängnis.
Zwischenzeitlich wurde den vier übrig gebliebenen Mitgliedern der Gesangsgruppe ein Engagement in einem Tanzpalast angeboten, in dem sie ihre Qualitäten, die Imitation verschiedener Musikinstrumente, allein mit ihren Stimmen, vor einem Publikum ausleben zu können. Bereits kurz darauf horten sie ein beträchtliches Vermögen und sind in der Lage, ihre ärmliche Behausung zu verlassen.
Im Gefängnis nutzt Peter die sich ihm bietende Gunst der Stunde, um einen Fluchtversuch zu starten. Aus dem Gefängnis entkommen trifft er sich mit Marie, die bereits früher die Gesangsgruppe betreut hatte. Auch die Polizei war zwischenzeitlich nicht völlig untätig, denn der Kriminalkommissar hegte von Anfang an bereits erhebliche Zweifel an Pauls Geständnis. Mittlerweile hat er den wahren Täter ermittelt.

## Produktionsnotizen
Der Film wurde vom 15. Dezember 1930 bis 15. Januar 1931 im Berliner Grunewald-Atelier gedreht und am 2. April 1931 im Berliner UFA-Pavillon am Nollendorfplatz uraufgeführt. In Griechenland kam er unter dem (latinisierten) Titel Marie! Ah, Marie! in die Kinos und in Schweden unter dem Titel Gatusångarna. Für die Aufnahmeleitung war Fritz Klotzsch zuständig. Günther Anders assistierte den Chefkameraleuten Eugen Schüfftan und Robert Baberske. Kurt Wunsch war Standfotograf, Robert Neppach entwarf die von Erwin Scharf ausgeführten Filmbauten. Die Comedian Harmonists, die nicht vor die Kamera traten, intonierten die Lieder Marie, Marie: sie heißt Marie und Hofserenade. Es spielte die Jazzkapelle de Ridder, die Tänze lieferte Jimmy MacArley.
Gassenhauer war der letzte Film Lupu Picks und zugleich sein einziger Tonfilm. Pick starb knapp vier Wochen vor der Uraufführung. Mit Les quatre vagabonds wurde unter seiner Regie zeitgleich auch eine französischsprachige Version hergestellt.

## Zensur
Gassenhauer wurde im Rahmen der Filmzensur mit dem Beschluss B.28364 am 3. März 1931 ein Jugendverbot auferlegt.